# Monomma stenotarsoide
Monomma stenotarsoide es una especie de coleóptero de la familia Monommatidae.

## Distribución geográfica
Habita en las Islas Andamán (India).